# Brabancja (kraina historyczna)

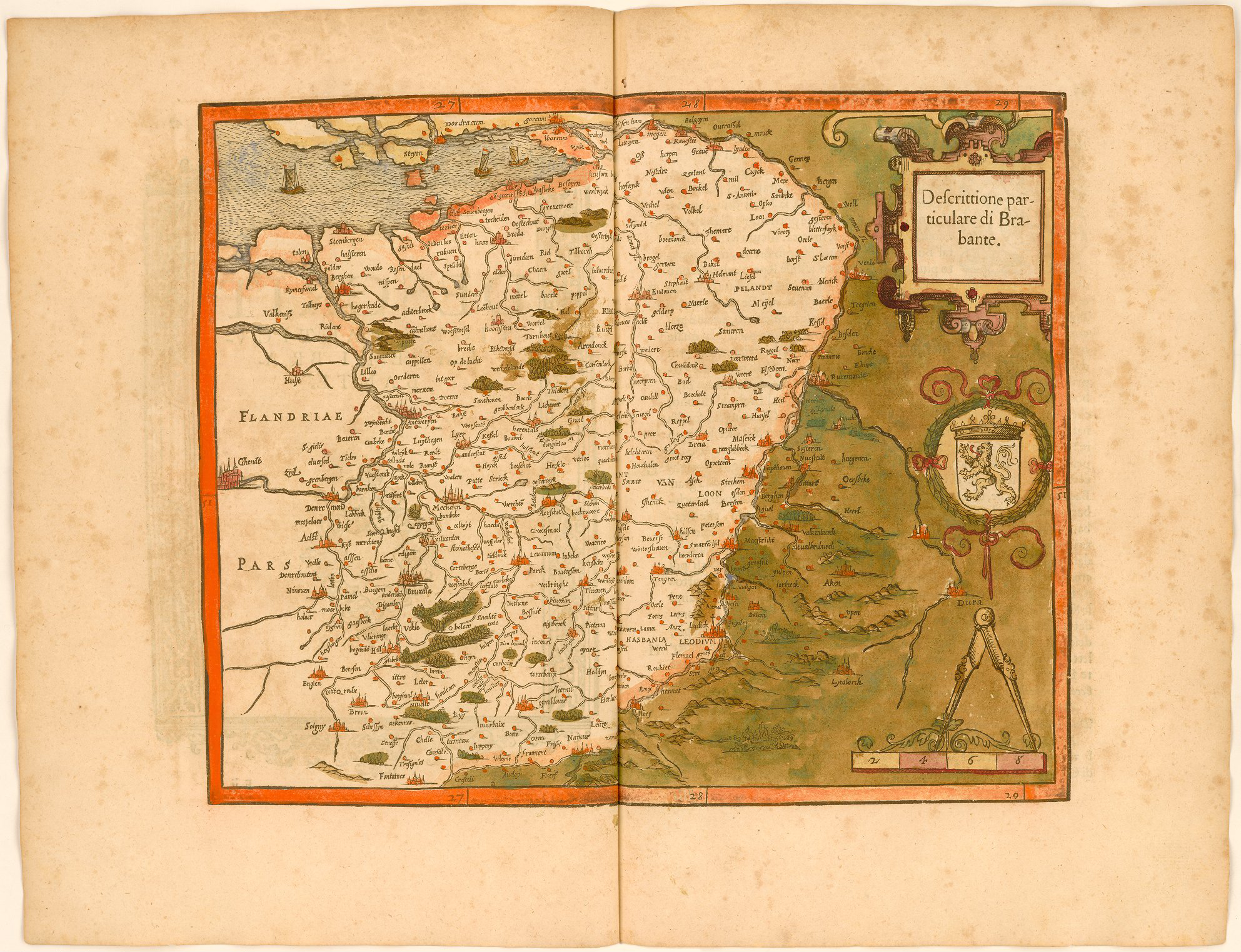
Mapa Brabancji z 1567

Brabancja (fr., niderl. Brabant) – kraina historyczna w zachodniej Europie, położona współcześnie na terenie Holandii (prowincja Brabancja Północna) i Belgii (prowincje Antwerpia, Brabancja Flamandzka, Brabancja Walońska oraz Region Stołeczny Brukseli). Jej głównymi ośrodkami były Bruksela, Antwerpia i Louvain.

## Historia
Początkowo była częścią Lotaryngii Dolnej, która to następnie uległa podziałowi na Brabancję, Luksemburg, Hainaut i Namur. W 880, podobnie jak Lotaryngia, weszła w skład państwa niemieckiego. W 1106 podniesiona została do rangi księstwa – jako Księstwo Brabancji. W XV i XVI wieku przeżywała rozkwit kulturalny i gospodarczy, wzrosła rola i znaczenie najważniejszych miast księstwa.
W 1430 roku dostała się we władanie książąt Burgundii, następnie była we władaniu Habsburgów – od 1477 austriackich, a od 1556 hiszpańskich. W czasie wojny o niepodległość Niderlandów stała się jednym z głównych ośrodków oporu wobec Hiszpanów. W wyniku wojny doszło do podziału na część północną, zamieszkałą głównie przez ludność protestancką, która weszła w skład Republiki Zjednoczonych Prowincji oraz południową, katolicką, która pozostała częścią Niderlandów Hiszpańskich (późniejszej Belgii).